# Територијална одбрана Републике Босне и Херцеговине
Територијална одбрана Босне и Херцеговине (ТО БиХ) биле су прве званичне оружане снаге Босне и Херцеговине на почетку рата у Босни, Која се на крају трансформисала у Армију Републике Босне и Херцеговине. 

## Историја
Територијална одбрана (ТО) је био назив локалне одбрамбене резервне снаге у бившој ЈНА. ТО је била организована у БиХ са посебном командом ЈНА. ТО је био цивилни домобран, отприлике као паравојна или резервни војни састав. Рејони ТО су били задужени за мобилизацију уз помоћ локалног становништва.
ТО је била званична војска Босне и Херцеговине, заједно са засебним босанским паравојним снагама које је формирао Сефер Халиловић и Патриотска лига. ТО је од 1991. до априла 1992. објединила све јединице паравојних формација ПЛ и округа у ТО, која је крајем маја 1992. године трансформисана у Армију Републике Босне и Херцеговине.
ТО је била организована у седам регија (два су одбила да се придруже ТОРБиХ), од којих је сваки контролисао око 12 округа (укупно 73 округа, 36 је одбило да се придружи). Дана 15. априла 1992. године све јединице ПЛ су приступиле ТОРБиХ.
Крајем априла 1992. године ТО је реорганизована у четири регије (Бихаћ, Сарајево, Тузла и Зеница) и две тактичке групе које су контролисале ТО, ПЛ и новоформиране бригаде. Сарајевска ТО трансформисана је у Главни штаб. Убрзо је оформљено 26 бригада (названих по окрузима).
Дана 20. маја 1992. ТОРБиХ је преименована у Армију Републике Босне и Херцеговине.
- април 1992 – мај 1992: Главни штаб ТОРБиХ, Сарајево
  1. пуковник Хасан Ефендић (командант ТОРБиХ)
  2. пуковник Стјепан Шибер (начелник штаба)
  3. пуковник Јован Дивјак (заменик начелника штаба)

- март 1991 – март 1992: Самостални одреди широм Босне, сви под контролом ТОРБиХ.